# Pontonema zernovi
Pontonema zernovi är en rundmaskart som först beskrevs av Nikolai Nikolaievich Filipjev 1916.  Pontonema zernovi ingår i släktet Pontonema och familjen Oncholaimidae. Inga underarter finns listade i Catalogue of Life.